# Пяжно
Пяжно, Пятно — озеро в Узункольском районе Костанайской области Казахстана. Находится в западе с. Камышловка.
По данным топографической съёмки 1959 года, площадь поверхности озера составляет 2,37 км². Наибольшая длина озера — 2,4 км, наибольшая ширина — 1,8 км. Длина береговой линии составляет 7 км, развитие береговой линии — 1,27. Озеро расположено на высоте 157,9 м над уровнем моря.